# Fanfaroni ze Starego Dworu
Fanfaroni ze Starego Dworu (oryg. rum. Craii de Curtea-Veche) – powieść rumuńskiego pisarza Mateiu Caragiale, opublikowana w 1929. 
Pracy nad swą jedyną powieścią autor poświęcił prawie dwadzieścia lat. Na pomysł jej napisania Caragiale wpadł już w 1910, jednak pracę nad powieścią rozpoczął na dobre dopiero sześć lat później. Fragmenty tekstu drukowane były na łamach czasopism od 1926 r., ale jej wersja książkowa ukazała się ostatecznie dopiero w 1929.
Powieść doceniana jest przez krytyków za sugestywne przedstawienie dekadenckiej atmosfery Bukaresztu przełomu XIX i XX wieku, jak również za oryginalny styl i plastyczność opisu. Na fabułę składają się sceny z życia czterech przyjaciół, należących do elity intelektualnej Bukaresztu i będących jednocześnie przedstawicielami bohemy. Czas spędzają oni na grze w karty, pijatykach w towarzystwie kobiet oraz rozmowach o polityce, sztuce, literaturze i historii. 